# Volcanologie
Ne doit pas être confondu avec volcanisme ou vulcanisation.
La volcanologie (anciennement appelée vulcanologie jusqu'au milieu du XXe siècle) est la science qui étudie le volcanisme : les volcans, geysers, fumerolles, éruptions volcaniques, magmas, laves, téphras, etc.
Un volcanologue est le scientifique spécialiste de cette branche de la géologie liée à la géodynamique et à la géomorphologie.

## Étymologie et usage
En 1858, le terme vulcanology apparait dans la littérature anglaise ; en 1886, la forme dérive en volcanology. Ces termes sont francisés en « vulcanologie » puis « volcanologie » (orthographe attestée à partir de 1946). Ces termes sont forgés à partir du mot volcan, lui-même issu du latin Vulcanus, nom du dieu romain du feu et nom d'une des îles Éoliennes, l'île volcanique de Vulcano.
En 1962, l'Académie des sciences de France recommande de privilégier l'emploi du terme « volcanologie » pour désigner l'étude du volcanisme. L'Académie française a suivi et adapté ses recommandations en 1967.

## Histoire de la volcanologie
L'histoire de la volcanologie est, comme la plupart des autres histoires des sciences naturelles, marquée par trois grandes étapes. Une étape superstitieuse où les croyances et les mythes religieux dominent largement sur les connaissances puis un apport scientifique qui cherche à concilier les observations et les croyances et enfin une connaissance scientifique du phénomène qui ne démarre qu'au XVIIIe siècle avec William Hamilton, plus tard donc que d'autres sciences naturelles. Enfin, au XXe siècle, avec la théorie de la dérive des continents émise par Alfred Wegener en 1912, les mécanismes, qui non seulement provoquent les éruptions mais aussi les tremblements de terre, commencent à être compris.

## Objectif
Un objectif de cette science est de comprendre l'origine et le fonctionnement des volcans et des phénomènes assimilés afin d'établir un diagnostic (pour une période déterminée) sur les risques et les dangers encourus par les populations et les activités humaines. Les études et les recherches se déroulent dans un premier temps sur le terrain afin de procéder à des collectes d'informations sous la forme d'observations, de mesures et d'échantillonnages et dans un second temps en laboratoire afin d'analyser et d'interpréter les données et les échantillons.
Les volcanologues, aidés par les progrès en métrologie, procèdent à un recensement des volcans, des éruptions et de leurs produits et à l'élaboration de classifications (par exemple le type éruptif : hawaïen, strombolien, vulcanien, peléen, plinien et surtseyen). Ils font le lien entre geysers, fumerolles, solfatares, volcans, etc. et expliquent leurs fonctionnements. Différentes formations géologiques seront également expliquées par le volcanisme et leur mise en place fait l'objet de nombreuses recherches : dykes, necks, coulées de lave, ignimbrite, pouzzolane, guyots, atolls, etc.

## Instruments de mesure et observations
Divers instruments de mesure ont été élaborés ou empruntés à d'autres disciplines afin d'obtenir des données fiables sur le fonctionnement des volcans et notamment la prévision des éruptions volcaniques. L'événement déclenchant une éruption volcanique est l'arrivée de magma dans la chambre magmatique qui va provoquer sa mise sous pression[réf. nécessaire]. Cette mise sous pression s'accompagne d'un gonflement du volcan dû à la dilatation des roches et la poussée du magma sur les parois. Ce gonflement du volcan va générer des microséismes, une augmentation de l'inclinaison des pentes du volcan, une augmentation du diamètre du cratère ou de la caldeira sommitale. L'arrivée du magma dans la chambre magmatique va provoquer un dégazage du réservoir et va pouvoir être repéré comme une anomalie thermique à l'aide d'un thermomètre à infrarouge ou d'un pyromètre ainsi qu'une anomalie radiologique qui peut être repérée avec un compteur geiger.
Les sismographes permettent aux volcanologues de détecter les microséismes provoqués par la mise sous pression de la chambre magmatique. Les sismographes peuvent également détecter le trémor : juste avant une éruption volcanique, la remontée du magma dans la cheminée volcanique génère une vibration continue et faible du volcan. Ce trémor constitue ainsi un outil fiable permettant d'annoncer l'imminence d'une éruption.
Les inclinomètre, accéléromètre et tiltmètre mesurent quant à eux les variations de pente du volcan jusqu'à une précision de un par million. Ils sont placés à différents endroits sur les pentes du volcan lors d'une phase de repos. La mise sous pression de la chambre magmatique provoque un gonflement du volcan qui voit l'inclinaison de ses pentes s'accentuer. À la suite de l'éruption volcanique, la pression dans la chambre magmatique baisse ce qui diminue l'inclinaison des pentes du volcan. Ainsi le volcanologue peut prévoir le début et la fin prochaine d'une éruption lorsque les inclinomètres indiquent une variation anormale de la pente du volcan.
L'altimètre[réf. nécessaire] joue un rôle de complément à l'inclinomètre. Placé également sur les pentes du volcan, il va indiquer les augmentations et les diminutions d'altitude au fil des gonflements et des dégonflements du volcan.
L'interféromètre permet de mesurer la distance entre deux points grâce à un laser. L'appareil de mesure et le réflecteur étant placés de part et d'autre d'un cratère ou d'une caldeira, ils permettent d'indiquer une augmentation ou une diminution de la taille du cratère ou de la caldeira, signe que le volcan se gonfle ou se dégonfle selon la pression dans la chambre magmatique.
L'échantillonnage permet de déterminer le type et le passé éruptif du volcan selon la nature, la proportion et la composition des laves, des tephras et des gaz. La reprise de l'émission de gaz par un volcan ou les variations dans leurs compositions peut constituer un indice déterminant dans l'imminence et les caractéristiques (type éruptif, puissance, etc.) d'une éruption. Les volcanologues procèdent aussi à des relevés de température des gaz et de la lave en fusion grâce à un pyromètre.
Lors d'une éruption volcanique, les volcanologues sur place peuvent procéder à différents mesures, observations et échantillonnages : prélèvements de lave liquide, de gaz, de téphras, observation du déroulement de l'éruption (hauteur du panache volcanique, nombre et puissance des explosions, des fontaines de lave, vitesse et température des coulées de lave, etc.), etc.
Le volcanologue effectue également des mesures topographiques à l'aide de théodolites et géologiques (prélèvements de roche) dans le but de dresser une carte et un historique des risques volcaniques aux alentours du volcan.
La tomographie par les muons cosmiques est une technique récente permettant de mesurer la densité de l'intérieur de certains volcans.

## Analyses et interprétations
Les analyses se font en général dans l'observatoire volcanologique du volcan étudié lorsqu'il en possède un.
Les mesures effectuées à l'aide des instruments sont décryptées, comparées avec le passé du volcan et entre les volcans, etc tandis que les échantillons subissent une série de mesures et d'analyses chimiques, cristallographiques, physiques, géochimiques, etc.
La synthèse des résultats et leur recoupement permet ainsi de réaliser des diagrammes, des cartographies, etc permettant d'établir un historique du volcan et d'évaluer le risque éruptif pour une période plus ou moins longue.
Lors de la prévision d'une éruption, les volcanologues s'aident des différentes mesures effectuées. Si un ou plus des facteurs du volcan varie (composition des gaz, pente du volcan, sismicité, etc), c'est peut-être le signe qu'une éruption se prépare.

## Pétrographie et minéralogie
Deux grands types de roches volcaniques constituent 95 % des laves et tephras émis par les volcans : les basaltes et les andésites.
Ces deux roches sont en majorité formées de cristaux de silice, de feldspaths et de pyroxène mêlés à un verre volcanique qui n'a pas eu le temps de cristalliser complètement à cause de la remontée et du refroidissement brutal du magma. L'obsidienne par exemple n'est formée que d'un verre volcanique. Le basalte, issu du magmatisme de point chaud et de dorsale, résulte de la fusion partielle du manteau par décompression au niveau des dorsales. L'origine du magma provenant des points chauds est encore sujette à débat. C'est une lave fluide car elle est relativement pauvre en gaz et en silice (environ 45 %). L'andésite, issue du magmatisme de subduction, résulte quant à elle de la fusion partielle du manteau par hydratation au niveau des fosses de subduction. Les andésites sont plus pâteuses car elles sont plus riches en gaz et en silice (environ 55 %). La viscosité d'un magma est dépendante de sa teneur en silice car c'est ce minéral qui détermine le nombre de liaisons possibles avec l'oxygène : plus un magma contient de silice, plus il est visqueux et plus l'éruption volcanique aura une tendance explosive.
La carbonatite est une lave très rare composée en majorité de carbonate de calcium (calcite), de carbonate de magnésium (dolomite), de carbonate de fer et de magnésium (sidéro-magnésite) ou de carbonate de sodium. Très fluide, ne comportant que très peu de silice (moins de 1 %), de température peu élevée (500 à 550 °C), elle est noire lorsqu'elle est émise mais blanchit au contact de l'air une fois refroidie (quelques heures) car ses minéraux réagissent avec l'humidité ambiante. Seul l'Ol Doinyo Lengaï émet des carbonatites actuellement.

## Volcans de la décennie
Les années 1990 ont été déclarées « Décennie internationale pour la réduction des catastrophes naturelles » par les Nations unies. L'International Association of Volcanology and Chemistry of the Earth's Interior (IAVCEI ; litt. « Association internationale de la volcanologie et de la chimie de l'intérieur de la Terre ») a alors décidé de dresser une liste de volcans actifs ou récemment actifs et susceptibles, suivant leur passé éruptif et leur proximité avec des zones peuplées, de produire de grandes catastrophes volcaniques. Le but de cette liste composée de seize volcans (decade volcanoes en anglais) est de promouvoir leur étude et la sensibilisation des populations à leur sujet afin de prévenir tout risque humain.
Les seize volcans sont :
- le couple Avatchinski-Koriakski en Russie
- le Colima au Mexique
- l'Etna en Italie
- le Galeras en Colombie
- le Mauna Loa aux États-Unis
- le Merapi en Indonésie
- le Nyiragongo au Congo
- le mont Rainier aux États-Unis
- le Sakurajima au Japon
- le Santa María au Guatemala
- Santorin en Grèce
- le Taal aux Philippines
- le Teide en Espagne
- l'Ulawun en Papouasie-Nouvelle-Guinée
- le mont Unzen au Japon
- le Vésuve en Italie

L'attention accrue portée à ces volcans a notamment permis quelques succès :
- déviation d'une coulée de lave sur l'Etna en 1992 évitant ainsi la destruction d'habitations ;
- meilleure compréhension de l'histoire du Galeras ;
- meilleure compréhension de l'implication de l'eau dans les éruptions du Taal ;
- adaptation de la législation dans le cas de nouvelles construction aux abords du Mont Rainier ;
- réduction de la densification des habitations dans la caldeira du Taal ;
- élaboration d'un plan d'évacuation de l'agglomération de Naples.

Mais les scientifiques et les autorités ont aussi rencontré d'importants problèmes : 
- l'échec de la gestion de l'éruption du mont Unzen avec la mort de quarante-trois personnes dont trois volcanologues en 1991 ;
- la mort de six volcanologues et de trois touristes dans le cratère du Galeras au cours d'une éruption non prévue en 1993. Les volcanologues, qui n'avaient pas prévu l'excursion sur le volcan, participaient à un colloque de volcanologie dans la ville de San Juan de Pasto ;
- l'impossibilité d'approcher le Santa María à cause de la guerre civile au Guatemala jusqu'en 1996, date de la signature d'un cessez-le-feu ;
- le débordement du génocide du Rwanda au Zaïre et la déstabilisation du régime de Mobutu Sese Seko avec la première et la seconde guerre du Congo, empêchant d'approcher le Nyiragongo à partir de 1996 ;
- les crédits limités accordés à ces études.

## Volcanologues célèbres
- Pline l'Ancien (23-79), romain
- Pline le Jeune (61-114), romain

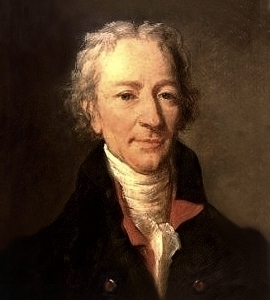
Déodat Gratet de Dolomieu.

- le Georges-Louis Leclerc de Buffon (1707-1788), français
- James Hutton (1726-1797), britannique
- William Hamilton (1731-1803), britannique
- Barthélemy de Saint-Fond (1741-1819), français
- Déodat Gratet de Dolomieu (1750-1801), français
- Jean-Baptiste Bory de Saint-Vincent (1778-1846), français
- George Poulett Scrope (1797-1876), britannique
- Robert Mallet (1810-1881), britannique
- Ferdinand Fouqué (1828-1904), français
- Charles Vélain (1845-1925), français
- Giuseppe Mercalli (1850-1914), italien
- Alfred Lacroix (1863-1948), français
- Thomas Jaggar (1871-1953), américain, fondateur et directeur de l'observatoire volcanologique d'Hawaï
- Alfred Rittmann (1893-1980), suisse
- Haroun Tazieff (1914-1998), belge et français
- Don Peterson (1925-2003), américain
- George Walker (1926-2005), britannique
- Robert W. Decker (1927-2005), américain
- Keiiti Aki (1930-2005), japonais
- Jean-Louis Cheminée (1937-2003), français
- Katia Krafft (1942-1991), française
- Peter Williams Francis (1944-1999), britannique
- Maurice Krafft (1946-1991), français
- Henry Gaudru (1948),- français
- David Johnston (1949-1980), américain
- Jacques-Marie Bardintzeff (1953-), français

### Sources
- (fr) Histoire de la volcanologie du XVIIe siècle au début du XXe siècle
- (fr) Roches magmatiques
- (en) Volcans de la Décennie sur le site de l'USGS